# سرخسيات لسانية
سرخسيات لسانية (الاسم العلمي: Glossopteridales)، وهي رتبة منقرض من النباتات التي تنتمي إلى السرخسيات البذرية. نشأت في بداية العصر البرمي (منذ 298.9 مليون سنة مضت) في جنوب القارة غندوانا، لكنها انقرضت قبل نهاية العصر البرمي (251.902 مليون سنة مضت).